# Leszczynowiec

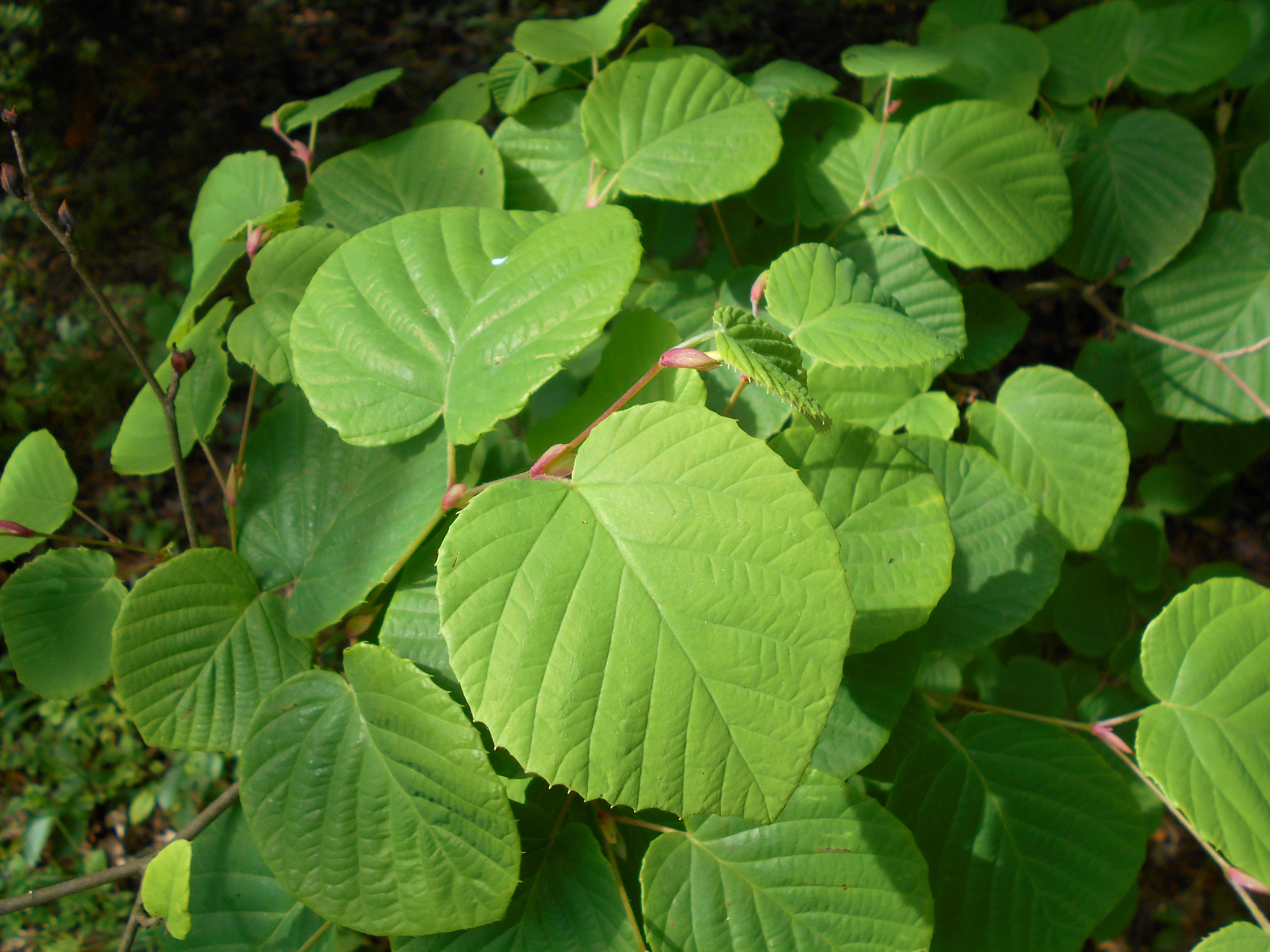
Liście leszczynowca kłosowego

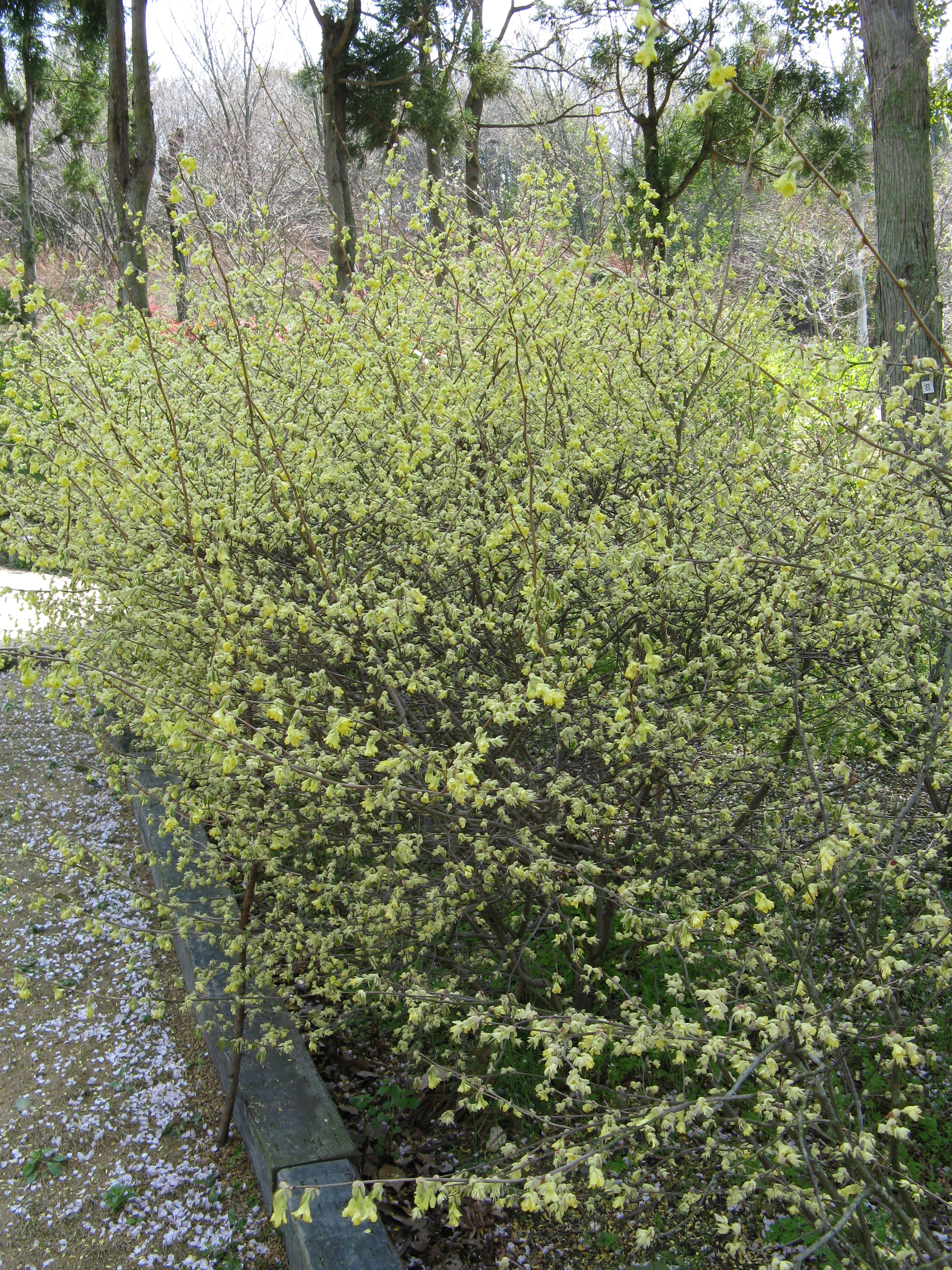
Kwitnący leszczynowiec skąpokwiatowy

Leszczynowiec (Corylopsis) – rodzaj roślin z rodziny oczarowatych. Obejmuje od 24 do ok. 29 gatunków. 20 z nich jest endemitami Chin, a zasięg całego rodzaju obejmuje w Azji obszar od Bhutanu, poprzez północno-wschodnie Indie, Mjanmę, po Półwysep Koreański i Japonię. Są to szybko rosnące krzewy i niskie drzewa rosnące w lasach i na ich skrajach, w zaroślach, często na górskich zboczach.
Wiele gatunków uprawianych jest jako rośliny ozdobne, zwłaszcza leszczynowiec kłosowy i skąpokwiatowy. Ozdobne są zwłaszcza wiosną w czasie kwitnienia i jesienią w czasie przebarwiania się liści. W Polsce rośliny te spotykane są głównie w kolekcjach botanicznych.

## Morfologia
PokrójKrzewy o pokroju podobnym do leszczyny pospolitej oraz niewielkie drzewa osiągające do 10 m wysokości. Pokrój gęsty lub luźny, pędy zwykle rozłożyste, rzadziej prosto wzniesione. Pędy zwykle owłosione gwiazdkowatymi włoskami.
LiścieUlistnienie naprzeciwległe, liście opadające na zimę, pojedyncze, jajowate, eliptyczne lub okrągłe, czasami niesymetryczne, o brzegach zatokowo piłkowanych, przy czym ząbki zakończone są ościstymi wyrostkami. Górna strona liści naga, spodnia zwykle sina, czasem z włoskami, głównie na nerwach, również ogonki liściowe bywają owłosione.
KwiatyPromieniste, 5-krotne, obupłciowe, żółte, zebrane w zwisające grona lub kłosy. Wydzielają słaby zapach, mają miodniki i podkwiatki. Działki kielicha w liczbie 5, są trwałe lub odpadające. Płatki korony zaokrąglone lub jajowate. Pręcików jest 5, o cienkich nitkach, czasem towarzyszy im od 1 do 5 prątniczków. Zalążnia różnie położona – od górnej do dolnej, z trzema zalążkami w każdej z dwóch komór, z czego dwa są płonne. Szyjka słupka długa lub krótka, zwieńczona główkowatym znamieniem.
OwoceZdrewniałe torebki, po dojrzeniu gwałtownie pękające dwoma klapami zakończonymi ościstymi wyrostkami. Owłosione lub nagie. W każdej z dwóch komór znajdują się pojedyncze, czarne, bardzo twarde nasiona o długości ok. 1 cm.

## Systematyka
Rodzaj z plemienia Corylopsideae z podrodziny Hamamelidoideae z rodziny oczarowatych Hamamelidaceae.
Wykaz gatunków
- Corylopsis alnifolia (H.Lév.) C.K.Schneid.
- Corylopsis brevistyla H.T.Chang
- Corylopsis calcicola C.Y.Wu
- Corylopsis coreana Uyeki
- Corylopsis glabrescens Franch. & Sav. – leszczynowiec nagi
- Corylopsis glandulifera Hemsl.
- Corylopsis glaucescens Hand.-Mazz.
- Corylopsis gotoana Makino
- Corylopsis henryi Hemsl.
- Corylopsis himalayana Griff.
- Corylopsis microcarpa H.T.Chang
- Corylopsis multiflora Hance
- Corylopsis obovata H.T.Chang
- Corylopsis pauciflora Siebold & Zucc. – leszczynowiec skąpokwiatowy
- Corylopsis platypetala Rehder & E.H.Wilson
- Corylopsis rotundifolia H.T.Chang
- Corylopsis sinensis Hemsl. – leszczynowiec chiński
- Corylopsis spicata Siebold & Zucc. – leszczynowiec kłosowy
- Corylopsis trabeculosa Hu & W.C.Cheng
- Corylopsis veitchiana Bean
- Corylopsis velutina Hand.-Mazz.
- Corylopsis willmottiae Rehder & E.H.Wilson
- Corylopsis yui Hu & W.C.Cheng
- Corylopsis yunnanensis Diels

## Zastosowanie
Są czasami uprawiane jako rośliny ozdobne, znajdują się też w kolekcji wielu ogrodów botanicznych. W Polsce uprawia się 4 gatunki (rzadko). Nie są całkowicie odporne na mróz: wiosną czasami przemarzają im młode pędy, dlatego też należy je sadzić w miejscach osłoniętych. Z uprawianych w Polsce gatunków najbardziej wytrzymały na mróz jest leszczynowiec nagi, ale jest on mało efektowny, bardziej efektowny jest leszczynowiec skąpokwiatowy i chiński, one też najczęściej są uprawiane. Rosną powoli, uprawiane w Polsce osiągają wysokość do 2, rzadko 3 m.